# Eleição municipal de Belém em 1996
A Eleição municipal de Belém em 1996, assim como nas demais cidades brasileiras, ocorreu em 3 de outubro do mesmo ano e elegeu o prefeito, o vice-prefeito da cidade e 33 membros da Câmara de Vereadores. Há um total de 8 candidatos, sendo que Edmilson (PT) e Ramiro Bentes(PDT) foram para o 2° Turno, sendo o primeiro eleito para a Prefeitura de Belém, governando a cidade pelo período de 1º de janeiro de 1997 a 31 de dezembro de 2000.

## Candidatos
|  | Nº | Candidato(a) a prefeito | Candidato(a) a prefeito                                     | Candidato(a) a vice-prefeito | Candidato(a) a vice-prefeito                                       | Coligação |
|  | -- | ----------------------- | ----------------------------------------------------------- | ---------------------------- | ------------------------------------------------------------------ | --- |
|  | 11 |                         | Cipriano Sabino (PPB) Cipriano Sabino de Oliveira Junior    |                              | Afonso de Ligório Monteiro Afonso Maria de Ligório Barral Monteiro | Partido não coligado - Partido Progressista Brasileiro (PPB) |
|  | 41 |                         | Duciomar Costa (PSD) Duciomar Gomes da Costa                |                              | Álvaro Jorge (PSC) Álvaro Jorge dos Santos                         | "Popular Independente" - Partido Social Democrático (PSD) - Partido Social Cristão (PSC) |
|  | 13 |                         | Edmilson Rodrigues (PT) Edmilson Brito Rodrigues            |                              | Ana Júlia Carepa (PT) Ana Júlia de Vasconcelos Carepa              | "Frente Belém Popular" - Partido dos Trabalhadores (PT) - Partido Socialista dos Trabalhadores Unificado (PSTU) - Partido Comunista Brasileiro (PCB) - Partido Popular Socialista (PPS) - Partido Socialista Brasileiro (PSB) - Partido Comunista do Brasil (PCdoB) |
|  | 15 |                         | Elcione Barbalho (PMDB) Elcione Therezinha Zahluth Barbalho |                              | Fernando Ribeiro (PMDB) Fernando de Castro Ribeiro                 | Partido não coligado - Partido do Movimento Democrático Brasileiro (PMDB) |
|  | 36 |                         | José Fernando (PRN) José Fernando do Nascimento Moraes      |                              | Alberto Hermes (PRN) Alberto Gondim Hermes                         | Partido não coligado - Partido da Reconstrução Nacional (PRN) |
|  | 22 |                         | Luís Sefer (PL) Luiz Afonso de Proença Sefer                |                              | Michel Dib Tachy (PL)                                              | Partido não coligado - Partido Liberal (PL) |
|  | 44 |                         | Manoel Augusto (PRP) Augusto Rezende                        |                              | Augusto Teixeira (PRP) Augusto José Sidrim Teixeira                | "Tempo de Renovar" - Partido Republicano Progressista (PRP) - Partido Geral dos Trabalhadores (PGT) - Partido Verde (PV) - Partido Trabalhista do Brasil (PTdoB) |
|  | 12 |                         | Ramiro Bentes (PDT) Ramiro Jayme Bentes                     |                              | Adanauer Góes (PSDB) Adenauer Marinho de Oliveira Góes Junior      | "Melhor para Belém" - Partido Democrático Trabalhista (PDT) - Partido da Frente Liberal (PFL) - Partido da Social Democracia Brasileira (PSDB) - Partido Trabalhista Brasileiro (PTB) - Partido da Mobilização Nacional (PMN)                                       |

## Resultados
| 1º Turno 3 de outubro de 1996 | 1º Turno 3 de outubro de 1996 | 1º Turno 3 de outubro de 1996 | 1º Turno 3 de outubro de 1996 |
| Candidato(a)                  | Vice                          | Votação                       | Votação                       |
| Candidato(a)                  | Vice                          | Total                         | Porcentagem                   |
| ----------------------------- | ----------------------------- | ----------------------------- | ----------------------------- |
| Edmilson Rodrigues (PT)       | Ana Júlia Carepa (PT)         | 244.340                       | 46,51%                        |
| Ramiro Bentes (PDT)           | Adanauer Góes (PSDB)          | 102.996                       | 19,60%                        |
| Elcione Barbalho (PMDB)       | Fernando Ribeiro (PMDB)       | 88.123                        | 16,77%                        |
| Cipriano Sabino (PPB)         | Afonso Monteiro (PPB)         | 64.514                        | 12,28%                        |
| Luís Sefer (PL)               | Michel Dib Tachy (PL)         | 9.103                         | 1,73%                         |
| Duciomar Costa (PSD)          | Álvaro Jorge (PSC)            | 7.811                         | 1,49%                         |
| Augusto Rezende (PRP)         | Augusto Teixeira (PRP)        | 7.086                         | 1,35%                         |
| José Fernando (PRN)           | Alberto Hermes (PRN)          | 1.424                         | 0,27%                         |
| Total de votos válidos        | Total de votos válidos        | 525.397                       | 100,00%                       |
| Votos apurados                |                               |                               |                               |
| Votos válidos                 | Votos válidos                 | 525.397                       | 95,23%                        |
| Votos em branco               | Votos em branco               | 4.556                         | 0,82%                         |
| Votos nulos                   | Votos nulos                   | 21.781                        | 3,95%                         |
| Total de votos apurados       | Total de votos apurados       | 551.734                       | 100,00%                       |
| Eleitores                     |                               |                               |                               |
| Comparecimento                | Comparecimento                | 551.734                       | 77,40%                        |
| Abstenções                    | Abstenções                    | 161.081                       | 22,60%                        |
| Total de eleitores            | Total de eleitores            | 712.815                       | 100,00%                       |

| 2º Turno 15 de novembro de 1996 | 2º Turno 15 de novembro de 1996 | 2º Turno 15 de novembro de 1996 | 2º Turno 15 de novembro de 1996 |
| Candidato(a)                    | Vice                            | Votação                         | Votação                         |
| Candidato(a)                    | Vice                            | Total                           | Porcentagem                     |
| ------------------------------- | ------------------------------- | ------------------------------- | ------------------------------- |
| Edmilson Rodrigues (PT)         | Ana Júlia Carepa (PT)           | 291.184                         | 57,47%                          |
| Ramiro Bentes (PDT)             | Adanauer Góes (PSDB)            | 215.465                         | 42,53%                          |
| Total de votos válidos          | Total de votos válidos          | 506.649                         | 100,00%                         |
| Votos apurados                  |                                 |                                 |                                 |
| Votos válidos                   | Votos válidos                   | 506.649                         | 94,70%                          |
| Votos em branco                 | Votos em branco                 | 4.623                           | 0,86%                           |
| Votos nulos                     | Votos nulos                     | 23.734                          | 4,44%                           |
| Total de votos apurados         | Total de votos apurados         | 535.006                         | 100,00%                         |
| Eleitores                       |                                 |                                 |                                 |
| Comparecimento                  | Comparecimento                  | 535.006                         | 75,05%                          |
| Abstenções                      | Abstenções                      | 177.809                         | 24,94%                          |
| Total de eleitores              | Total de eleitores              | 712.815                         | 100,00%                         |

## Vereadores[5]
Foram eleitos 26 vereadores para a Câmara Municipal de Belém

Representação eleita
  PSDB: 3
  PDT: 3
  PMDB: 3
  PT: 3
  PL: 3
  PPS: 2
  PPB: 2
  PFL: 2
  PCdoB: 1
  PSD: 1
  PTB: 1
  PSB: 1
  PGT: 1

Fonteː
| Candidatos                          | Votos | Partido |
| ----------------------------------- | ----- | ------- |
| Paulo Alberto S. de Queiroz         | 8.931 | PSDB    |
| Aldebaro Barreto da Rocha Klautau   | 6.379 | PDT     |
| Ronaldo Napoleão de Araújo Porto    | 6.143 | PMDB    |
| Orlando Reis Pantoja                | 6.006 | PDT     |
| Haroldo Martins da Silva            | 5.838 | PMDB    |
| Nehemias Guedes Valentim            | 5.181 | PSDB    |
| Augusto Cesar Neves Coutinho        | 5.119 | PSDB    |
| Raul Meireles do Vale               | 5.006 | PT      |
| Regina Lúcia Barata Pinheiro        | 4.755 | PT      |
| Henrique de Campos Soares Junior    | 4.656 | PDT     |
| Arnaldo Jordy Figueiredo            | 4.519 | PPS     |
| Gervasio da Cunha Morgado           | 4.402 | PL      |
| Sandra Maria Caminha Fonseca        | 4.370 | PCdoB   |
| Waldir Araújo Cardoso               | 4.293 | PPS     |
| Orivaldo Ferreira Pinheiro          | 4.256 | PL      |
| Luiz Carlos do Nascimento Aragão    | 4.210 | PT      |
| Ivanildo Ferreira Alves             | 4.188 | PSD     |
| Mário Osvaldo Correa                | 3.757 | PTB     |
| Joaquim Passarinho P. de S. Porto   | 3.425 | PPB     |
| Paulo Roberto P. de Oliveira        | 3.332 | PFL     |
| Eloy Albuquerque de O. Santos       | 3.043 | PFL     |
| Jader Nilson da Luz Dias            | 2.952 | PSB     |
| André Luís Portela D. Lobato        | 2.903 | PL      |
| Cleto José Bastos                   | 2.847 | PMDB    |
| Expedito Algusto C. de A. Fernandez | 2.409 | PPB     |
| Nazereno Ribeiro da Silva           | 1.917 | PGT     |